# كورتيس ديكي
كورتيس ديكي (بالإنجليزية: Curtis Dickey)‏ هو لاعب كرة قدم أمريكية أمريكي، ولد في 27 نوفمبر 1956 في ماديسونفيل في الولايات المتحدة.

## وصلات خارجية
- كورتيس ديكي على موقع مرجع كرة القدم المحترفة.كوم (الإنجليزية)